# Silvia Todeschini
Silvia Todeschini (Milano, 2 dicembre 1967) è un'ex cestista italiana.

## Carriera
Con l'Italia ha disputato i Giochi olimpici di Barcellona 1992, due edizioni dei Campionati mondiali (1990, 1994) e quattro dei Campionati europei (1987, 1989, 1991, 1993).